# Géographie de la Lombardie
 (signalé en août 2025).
Si vous disposez d'ouvrages ou d'articles de référence ou si vous connaissez des sites web de qualité traitant du thème abordé ici, merci de compléter l'article en donnant les références utiles à sa vérifiabilité et en les liant à la section « Notes et références ».
- Archive Wikiwix
- Bing
- Cairn
- DuckDuckGo
- E. Universalis
- Gallica
- Google
- G. Books
- G. News
- G. Scholar
- Persée
- Qwant
- (zh) Baidu
- (ru) Yandex
- (wd) trouver des œuvres sur Wikidata

Zones d'altitude en Lombardie.

La géographie de la Lombardie est divisée presque également entre les plaines (qui représentent environ 47 % du territoire) et les zones montagneuses (qui représentent 41 %). Les 12 % restants de la région sont vallonnés. Morphologiquement, la région est divisée en quatre parties : une strictement alpine, une montagneuse ou formée de collines, un niveau de division entre Haute et Basse-Vallée, et enfin la zone située au sud du fleuve Pô. La région est traversée par des dizaines de rivières (y compris le plus grand fleuve en Italie) et est arrosée par des centaines de lacs naturels et artificiels.

## Reliefs
| \| Apennin ligure Alpes lépontines Lugano Alpes bergamasques Bernina Gardesane Adamello-Presanella Sobretta-Gavia Livigno Plaine du Pô Lac Majeur Lac de Garde Le Pô Le Tessin \| Carte topographique de la Lombardie |
| Apennin ligure Alpes lépontines Lugano Alpes bergamasques Bernina Gardesane Adamello-Presanella Sobretta-Gavia Livigno Plaine du Pô Lac Majeur Lac de Garde Le Pô Le Tessin                                           |